# 9926 Desch
A 9926 Desch (ideiglenes jelöléssel (9926) 1981 EU41) a Naprendszer kisbolygóövében található aszteroida. Schelte J. Bus fedezte fel 1981. március 2-án.